# Kick-boxing na Igrzyskach Europejskich 2023
Rywalizacja w kick-boxingu w ramach Igrzysk Europejskich 2023 odbył się w dniach 30 czerwca - 2 lipca 2023 na obiekcie Myślenice Arena przy ulicy Zdrojowej 9 w Myślenicach. Rozegranych zostało 16 konkurencji.

## Medaliści i medalistki

### Mężczyźni
| Konkurencja           | Złoto               | Srebro               | Brąz                                    |
| Full Contact -63,5 kg | Farid Aghamoghlanov | Damiano Tramontana   | Milton Barrios Galarreta Oskar Sobański |
| Full Contact -75 kg   | Luka Shoniya        | Tymur Brykov         | Jakub Pokusa Aleksandar Konovalov       |
| Full Contact -86 kg   | Robert Krasoń       | Mohammed Hamdi       | Zurab Ivaniadze Artem Melnyk            |
| Light Contact -63 kg  | Ivan Penzo          | Anis Triqui          | Ruben Iglesias Fernández Gergő Száraz   |
| Light Contact -79 kg  | Al Amin Rmadan      | Lajos Fesu           | Ivan Krastanov Recep Men                |
| Point Fighting -63 kg | Gabriele Lanzilao   | Georgios Tsampodimos | Roland Viczian Richard Veres            |
| Point Fighting -74 kg | Martin Balint       | Nathan Tait          | Edoardo Bagarello Danylo Mancari        |
| Point Fighting -84 kg | Sandro Peters       | Conor Johnson        | Riccardo Albanese Cevat Kır             |

### Kobiety
| Konkurencja           | Złoto               | Srebro            | Brąz                                         |
| Full Contact -50 kg   | Emine Arslan        | Nicole Perona     | Aleksandra Dimitrova Charlotte Berg Andersen |
| Full Contact -60 kg   | Amy Wall            | Mariell Straume   | Cintia Czégény Kinga Szlachcic               |
| Full Contact -70 kg   | Aleksandra Krstić   | Aline Sodjinou    | Antonija Zec Karolina Juja                   |
| Light Contact -50 kg  | Tyra Barada         | Kristina Nikolova | Michelle Mesmer Zarmakoupi Paraskevi-Semeli  |
| Light Contact -60 kg  | Luna Mendy          | Urska Gazvoda     | Mira Sjövall Nicole Bannon                   |
| Point Fighting -50 kg | Federica Trovalusci | Tyra Barada       | Szonja Török Maeline Nadine Lachaud          |
| Point Fighting -60 kg | Francesca Ceci      | Andrea Busa       | Kiara Mager Funda Güleç                      |
| Point Fighting -70 kg | Domenica Angelino   | Tina Baloh        | Anna Kondár Jodie Browne                     |

## Klasyfikacja medalowa
*   Gospodarz ( Polska)
| Miejsce | Reprezentacja | Złoto | Srebro | Brąz | Razem |
| ------- | ------------- | ----- | ------ | ---- | ----- |
| 1       | Włochy        | 6     | 2      | 2    | 10    |
| 2       | Niemcy        | 2     | 2      | 3    | 7     |
| 3       | Słowenia      | 1     | 3      | 0    | 4     |
| 4       | Węgry         | 1     | 2      | 5    | 8     |
| 5       | Irlandia      | 1     | 2      | 2    | 5     |
| 6       | Polska*       | 1     | 0      | 4    | 5     |
| 7       | Turcja        | 1     | 0      | 3    | 4     |
| 8       | Serbia        | 1     | 0      | 1    | 2     |
| 8       | Gruzja        | 1     | 0      | 1    | 2     |
| 10      | Azerbejdżan   | 1     | 0      | 0    | 1     |
| 11      | Bułgaria      | 0     | 1      | 2    | 3     |
| 11      | Norwegia      | 0     | 1      | 2    | 3     |
| 13      | Grecja        | 0     | 1      | 1    | 2     |
| 13      | Hiszpania     | 0     | 1      | 1    | 2     |
| 13      | Ukraina       | 0     | 1      | 1    | 2     |
| 16      | Szwajcaria    | 0     | 0      | 2    | 2     |
| 17      | Finlandia     | 0     | 0      | 1    | 1     |
| 17      | Chorwacja     | 0     | 0      | 1    | 1     |
| Razem   | Razem         | 16    | 16     | 32   | 64    |